# Asparagales
Asparagales è un ordine di piante monocotiledoni introdotto nel 1998 dal nuovo sistema di classificazione APG, creato dall'Angiosperm Phylogeny Group. Nel vecchio sistema di classificazione, le famiglie ora incluse nelle Asparagales erano incluse nell'ordine delle Liliales, e alcuni di questi generi erano inclusi nella famiglia delle Liliaceae, mentre le Orchidaceae erano inserite in un ordine autonomo, quello delle Orchidales. L'ordine prende il nome dal genere Asparagus.

## Tassonomia
Secondo la classificazione APG IV l'ordine Asparagales comprende le seguenti famiglie:
- Orchidaceae Juss.
- Boryaceae M.W.Chase et al.
- Blandfordiaceae R.Dahlgren & Clifford
- Asteliaceae Dumort.
- Lanariaceae H.Huber ex R.Dahlgren
- Hypoxidaceae R.Br.
- Doryanthaceae R.Dahlgren & Clifford
- Ixioliriaceae Nakai
- Tecophilaeaceae Leyb.
- Iridaceae Juss.
- Xeronemataceae M.W.Chase et al.
- Asphodelaceae Juss. (include Xanthorrhoeaceae)
- Amaryllidaceae J.St.-Hil. (include Agapanthaceae e Alliaceae)
- Asparagaceae Juss. (include Agavaceae, Aphyllanthaceae, Hesperocallidaceae, Hyacinthaceae, Laxmanniaceae, Ruscaceae e Themidaceae)